# Quod dixi dixi
Quod dixi dixi es una locución latina de uso actual que significa "lo que dije, dicho está". Indica que uno no tiene la intención de retractarse de lo que dijo. Es una expresión hecha por analogía con la de Pilatos en el Evangelio de Juan (19, 22): quod scripsi scripsi, referente a la frase Iesus Nazarenus Rex Iudaeorum que había mandado poner sobre la cruz de Jesús.
Gramaticalmente, está formada por el relativo quod y el perfecto de dico (decir).
- Datos: Q6095495